# Burgstall Alter Schlossberg (Ebermannstadt)

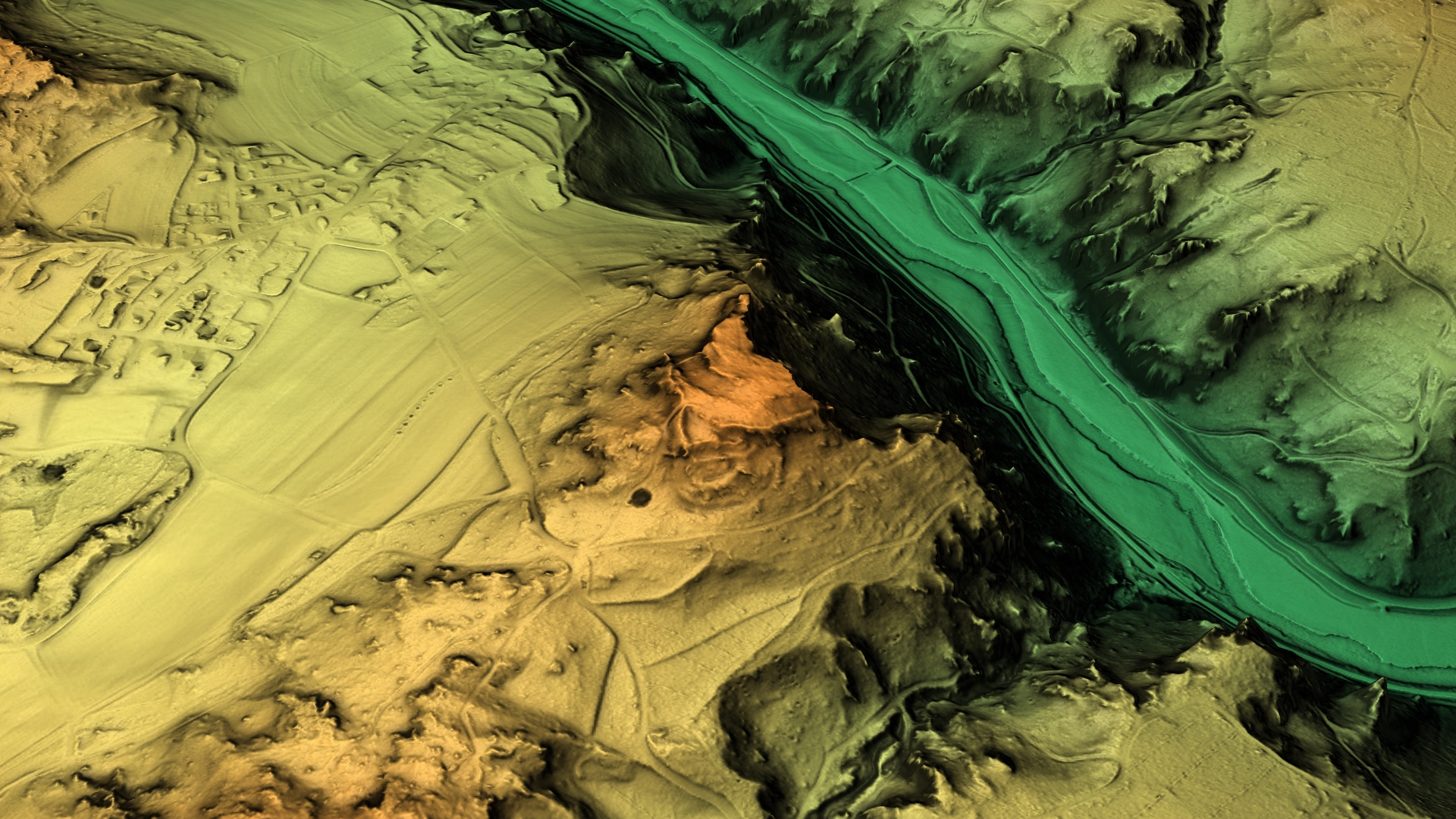
3D-Ansicht des digitalen Geländemodells

Der Burgstall Alter Schlossberg befindet sich auf einer plateauförmigen Bergkuppe, dem sog. „Schlossberg“, etwa 500 Meter südöstlich von Burggaillenreuth, einem Ortsteil von Ebermannstadt im Landkreis Forchheim in Bayern.
Auf dem mittelalterlichen Burgstall einer Spornburganlage, von der noch geringe Wallreste zeugen, befand sich früher eine Ringwallanlage vermutlich aus der Späthallstatt- und Frühlatènezeit.